# Anna Jadwiga Gawrońska
Anna Jadwiga Gawrońska-Wójcik (ur. 23 września 1912 w Grudziądzu, zm. 29 stycznia 2004 tamże) – polska lekkoatletka.

## Kariera
Zawodniczka klubu Sokół Grudziądz, po wojnie Spółdzielczego Grudziądzkiego KS. Wicemistrzyni Europy w sztafecie 4 × 100 m z Wiednia (1938) z wynikiem 48,2. 5-krotna mistrzyni Polski, 3-krotna mistrzyni Polski w hali i 4-krotna rekordzistka kraju w biegach sztafetowych.
Rekordy życiowe:
- 60 m – 7,9 (1938),
- 100 m – 12,8 (1937),
- 200 m – 26,8 (1938).